# Glanerbrug vasútállomás
Glanerbrug vasútállomás vasútállomás Hollandiában, Enschede városában.

## Vasútvonalak
Az állomást az alábbi vasútvonalak érintik:
- Zutphen–Glanerbeek-vasútvonal
- Dortmund–Enschede-vasútvonal

## Kapcsolódó állomások
A vasútállomáshoz az alábbi állomások vannak a legközelebb:
- Enschede De Eschmarke vasútállomás (Zutphen–Glanerbeek-vasútvonal)
- Gronau (Westf) railway station (Dortmund–Enschede-vasútvonal)